# 2004. évi II. törvény a mozgóképről
A 2004. évi II. törvény a mozgóképről, más néven a magyar filmtörvény a magyar filmipar és filmkultúra fejlesztése és nemzetközi értelemben versenyképessé válása érdekében elfogadott törvény. Célként a magyar filmkultúra megőrzését, gyarapítását, terjesztését és oktatását, a nézőszám emelését, a megfelelő jogi háttér és pénzügyi források biztosítását jelölte meg.
A törvény egyúttal létrehozta a kultuszminiszter irányítása alatt álló, közgyűjteményként működő önálló költségvetési szervet, a Magyar Nemzeti Filmarchívumot.
A törvényt 354 igen szavazattal, ellenszavazat és tartózkodás nélkül fogadta el az Országgyűlés 2003. december 22-én, 2004 áprilisában lépett hatályba. A 2006. évi XLV. törvénnyel módosították.

## Előzményei
Az első magyar filmtörvény 1918. július 1-jén lépett hatályba, az első világháború végén. A filmszabályozást már az 1910-es évektől élénk viták kísérték. Az első törvény még inkább csak arról rendelkezett, kik üzemeltethetnek „mozgófényképüzemet” (azaz mozit), a következő években azonban világossá vált, hogy a hazai filmgyártást támogató jogszabályokra is szükség van. A kezdetektől filmnagyhatalom Magyarország ugyanis egyre jobban visszacsúszott még a szomszéd országokhoz képest is és a hazai filmiparba alig áramlott pénz, holott ekkor már Hollywoodban, az amerikai filmgyártás fellegvárában és Berlinben, a legjelentősebb európai központban, hemzsegtek a magyar filmszakemberek és filmvállalkozók. 1925. augusztus 24-én a hazai filmgyártás előmozdítására, anyagi alapjainak megerősítésére a kormány rendeletet adott ki.

## Támogatások a hatályos filmtörvényben
A hatályos törvény szerint az állami költségvetésben szereplő források elosztását a kormány és a filmes szervezetek alapította Magyar Mozgókép Közalapítvány végzi a törvényben meghatározott elvek alapján. Az állami és egyéb források elosztásának összehangolására ugyanakkor a törvény létrehozta a Mozgókép Koordinációs Tanácsot, egy konzultatív testületet, amelyet a kulturális miniszter hív össze.
A törvény pontrendszer alapján méri, egy adott filmalkotás milyen mértékben számít magyar produktumnak.
A támogatások a filmterv készítésétől a filmterjesztésig lefedik a filmipart. A törvény háromféle támogatást különböztet meg: szelektív, normatív és strukturális (ezeken belül lehet visszatérítendő és nem visszatérítendő). A szelektív támogatás pályázat útján nyújtható. Normatív támogatás akkor jár, ha a referenciafilm eléri a támogató meghatározta nézőszámot, illetve a meghatározott módon filmfesztiválokon szerepel (és normatív támogatást kap az „art” besorolású filmek terjesztése, illetve az art mozik.) A támogatásokból a törvény kizárta a valóság-showkat, a szappanoperákat, illetve a kiskorúak fejlődésére károsan ható termékeket.
Az általános szabály szerint a támogatás mértéke a magyar nyelven készülő filmalkotásokra legfeljebb a magyar filmelőállítót terhelő gyártási költség 50%-a lehet. Elérheti azonban a száz százalékot, ha ez a költség nem több, mint 50 millió, és a 90%-ot, ha nem több, mint 500 millió forint. Kilencven százalék lehet akkor is, ha a magyar kultúrát népszerűsíti, gyerekeket nevel, vagy „a magyarországi audiovizuális kultúrát gazdagítja”. Ha a film a magyar kultúrát népszerűsíti külföldön, a támogatás még akkor is elérheti a 70%-ot, ha nem magyar nyelven készül. Közvetlen támogatást lehet nyújtani akkor is, ha a magyar előállító részvétele kisebbségi, de az alkotás európai koprodukciónak minősül (ilyenkor a támogatás alapja a pontrendszer). A közvetlen támogatás legalább 60%-át Magyarországon kell elkölteni (bár a támogató maximum 80%-ot is előírhat és kivételes esetekben akár 60 százalék is elkölthető külföldön).

## Kedvezmények máshol
- Ausztráliában a filmgyártás összköltségének maximum 12,5%-a vehető igénybe adókedvezményként a 15 millió ausztrál dollárnál nagyobb költségvetésű, ausztrálnak minősített produkciók számára.
- Belgiumban 2004. május 17-én fogadták el a törvényt, amely 150%-os társasági adó kedvezményt biztosít a belga filmek készítésére fordított összegre vetítve.
- Az Egyesült Királyságban a Film Council a filmkészítés minden fázisát támogató alaprendszert hozott részre, részben a lottózásból származó pénzekből. Ezenkívül az adott évben a költségek teljes összege levonható az adóból. a feltétel, hogy a gyártó cég bejegyzéssel rendelkezzen az Európai Unióban és a költségek legalább 70%-át az Egyesült Királyságban költsék el.
- Kanadában a szigorú követelmények alapján kanadainak minősített produkciók a teljes, kanadaiaknak kifizetett munkaköltségük 25%-át kapják meg adókedvezményként. Ha egy film nem kap kanadai minősítést, de egymillió kanadai dollárnál többe kerül, még mindig hozzájuthat 16%-os kedvezményhez, sőt a kanadai tagállamok további kedvezményeket is nyújtanak.
- Németországban nem adókedvezményekkel, hanem a szövetségi tagállamok támogatásaival segítik a filmkészítőket. Ezekhez külföldiek is hozzájuthatnak, de csak helyi partnerrel együtt.
- Írországban a filmkészítésre fordított összeg 80%-a írható le az adóból, ha az adott film az ír kultúrát, az ír filmipart segíti. Az adók egyébként is alacsonyak. Az Irish Film Board ezenkívül kölcsönökkel és támogatásokkal is segíti a filmipart.
- Új-Zélandon 15-50 millió új-zélandi dollár költségvetésű filmek büdzséjének az országban elköltött részére maximum 12,5 százalék visszatérítés jár, de csak ha a szigetországban elköltött rész eléri a teljes költség 70%-át (Az ennél nagyobb költségvetésű filmek támogatására nincs ilyen kikötés). A jelentékeny új-zélandi tartalommal bíró filmek ezen felül adókedvezményekben is részesülhetnek.
- Dél-Afrikában egy film és utómunkálatai költségének teljes összege levonható az adóból. Mivel ezt a szabályt a múltban visszaélésekre használták fel, a hatóságok ma már sokkal szigorúbban ellenőrzik, valós produkcióról van-e szó.